# یواس‌اس ادبان (ای‌پی‌ای-۱۴۹)
یواس‌اس ادبان (ای‌پی‌ای-۱۴۹) (به انگلیسی: USS Audubon (APA-149)) یک کشتی بود که طول آن ۴۵۵ فوت ۰ اینچ (۱۳۸٫۶۸ متر) بود. این کشتی در سال ۱۹۴۴ ساخته شد.